# Profibus
Profibus (с англ. Process Field Bus — шина полевого уровня, (prɔfɪ bʌs)) — открытая промышленная сеть, прототип которой был разработан компанией Siemens AG для своих промышленных контроллеров Simatic. На основе этого прототипа Организация пользователей Profibus разработала международные стандарты, принятые затем некоторыми национальными комитетами по стандартизации. Очень широко распространена в Европе, особенно в машиностроении и управлении промышленным оборудованием. Сеть Profibus — это комплексное понятие, она основывается на нескольких стандартах и протоколах. Сеть отвечает требованиям международных стандартов IEC 61158 и EN 50170. Поддержкой, стандартизацией и развитием сетей стандарта Profibus занимается Profibus Network Organization (PNO).
Profibus объединяет технологические и функциональные особенности последовательной связи полевого уровня. Она позволяет объединять разрозненные устройства автоматизации в единую систему на уровне датчиков и приводов.
Profibus использует обмен данными между ведущим и ведомыми устройствами (протоколы DP и PA) или между несколькими ведущими устройствами (протоколы FDL и FMS). Требования пользователей к получению открытой, независимой от производителя системе связи, базируется на использовании стандартных протоколов Profibus.
Сеть Profibus построена в соответствии с многоуровневой сетевой моделью ISO 7498. Profibus определяет следующие уровни:
- 1 — физический уровень — отвечает за характеристики физической передачи;
- 2 — канальный уровень — определяет протокол доступа к шине;
- 3 — уровень приложений — отвечает за прикладные функции.

## Поддерживаемые стандарты

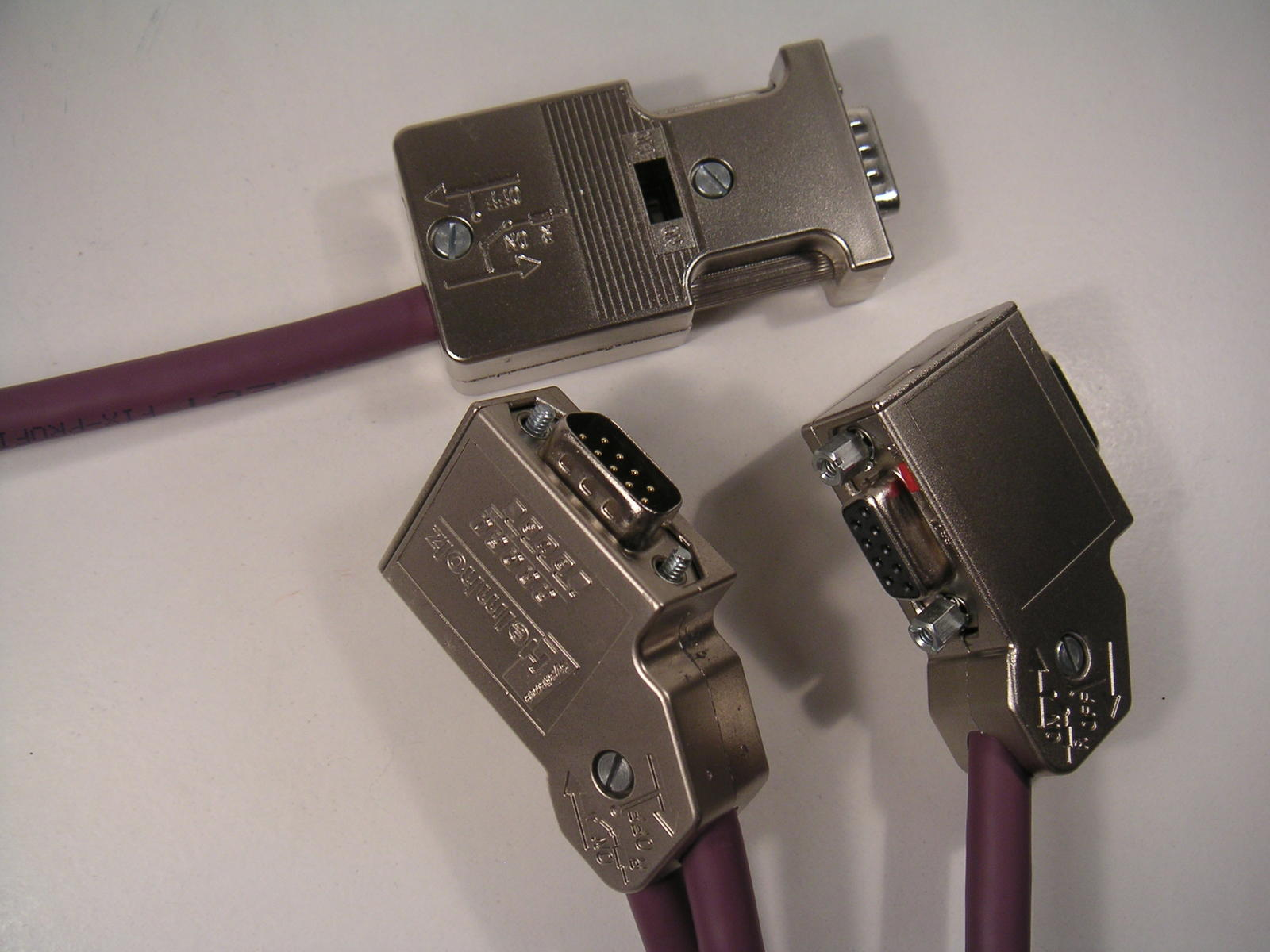
Profibus штекеры (разъемы)
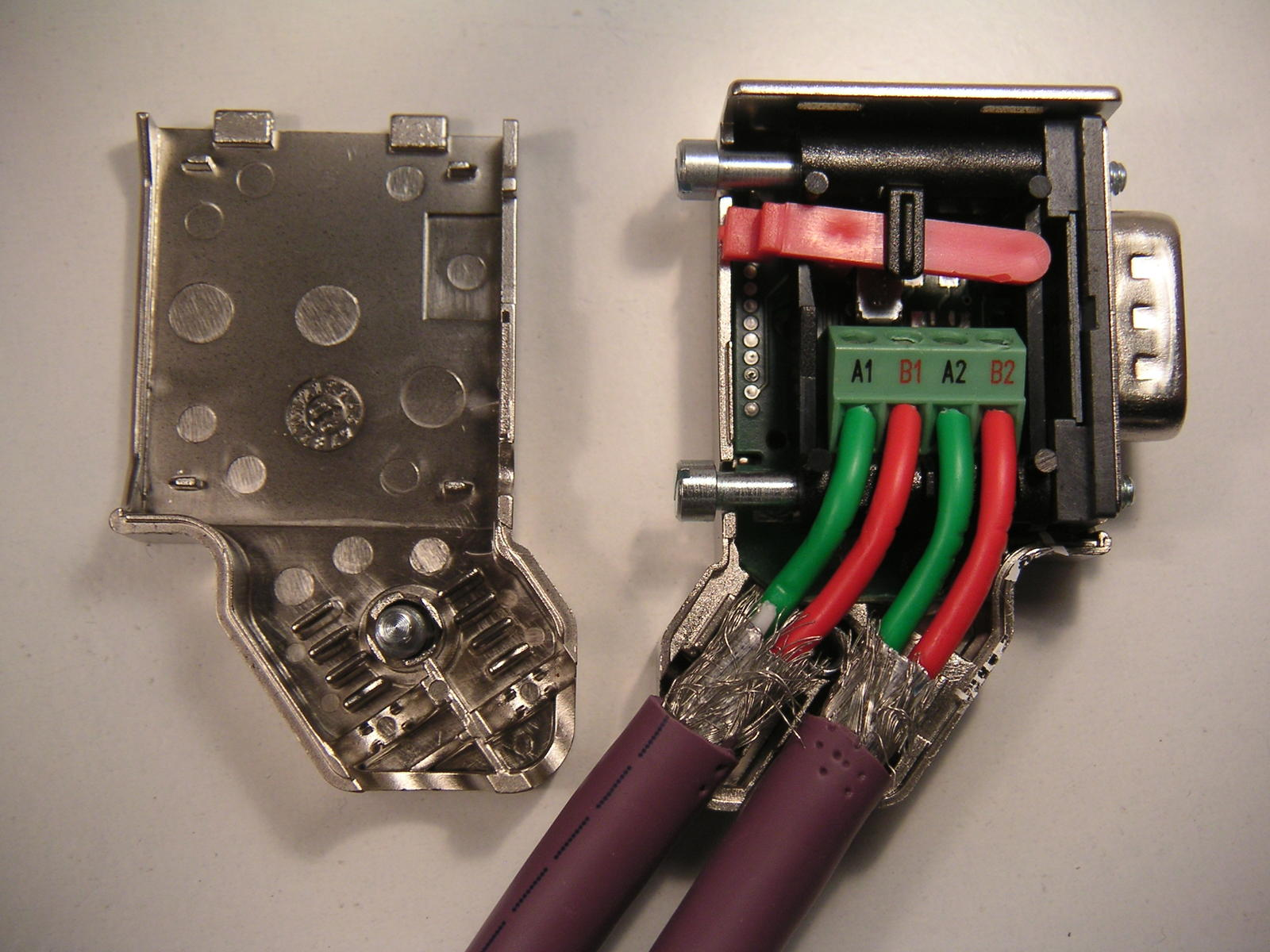
Проводка в штекере Profibus
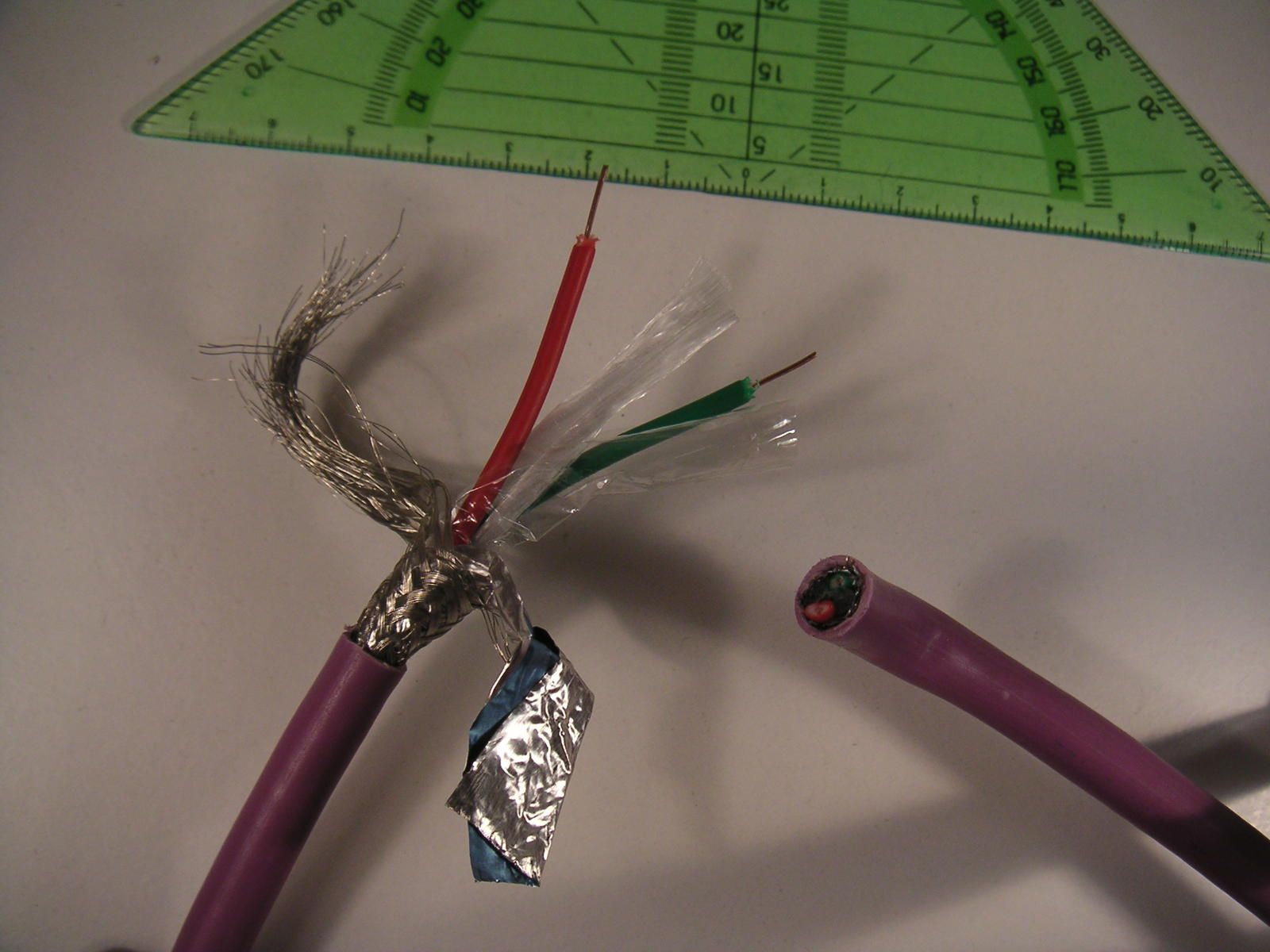
Кабель Profibus (характерного цвета)

Открытость и независимость от производителя гарантирует стандарт EN 50170, всё остальное реализовано в соответствии со стандартом DIN 19245 (а именно: техника передачи данных, методы доступа, протоколы передачи, сервисные интерфейсы для уровня приложений, спецификация протоколов, кодирование, коммуникационная модель и т. д.). С помощью Profibus, устройства разных производителей могут работать друг с другом без каких-либо специальных интерфейсов. Семейство Profibus состоит из трех совместимых друг с другом версий: Profibus PA, Profibus DP и Profibus FMS.

## Описание

### Физический уровень Profibus
Физически Profibus может представлять собой:
- электрическую сеть с шинной топологией, использующую экранированную витую пару, соответствующую стандарту RS-485;
- оптическую сеть на основе волоконно-оптического кабеля;
- инфракрасную сеть.

Скорость передачи по ней может варьироваться от 9,6 Кбит/сек до 12 Мбит/сек.

### Протокол доступа к шине
Для всех версий Profibus существует единый протокол доступа к шине. Этот протокол реализуется на 2 уровне модели OSI (в Profibus называемый FDL). Данный протокол реализует процедуру доступа с помощью маркера (англ. token). Сеть Profibus состоит из ведущих (англ. master) и ведомых (англ. slave) станций. Ведущая станция может контролировать шину, то есть может передавать сообщения (без удалённых запросов), когда она имеет право на это (то есть когда у неё есть маркер). Ведомая станция может лишь распознавать полученные сообщения или передавать данные после соответствующего запроса. Маркер циркулирует в логическом кольце, состоящем из ведущих устройств.
Если сеть состоит только из одного ведущего, то маркер не передаётся (в таком случае в чистом виде реализуется система master-slave). Сеть в минимальной конфигурации может состоять либо из двух ведущих, либо из одного ведущего и одного ведомого устройства.

## Конфигурирование Profibus
Многие из программных средств конфигурирования сети Profibus ориентированы непосредственно на того или иного производителя и часто содержат помимо средств конфигурирования сети дополнительные средства, например, средства для программирования контроллеров. Среди таких программ это Step 7 (пакет программирования контроллеров Simatic S7-300 и Simatic S7-400 фирмы Siemens AG) . Но есть много программ, работающих с оборудованием разных фирм, в частности, таких как Com Profibus — для конфигурирования сети Profibus, или SINEC Scope L2 — средство для пассивного (то есть без какого-либо влияния на сеть) наблюдения за обменом данными в сети Profibus.

## Протоколы сети Profibus
Одни и те же каналы связи сети Profibus допускают одновременное использование нескольких протоколов передачи данных:
- Profibus DP (Decentralized Peripheral — распределённая периферия) — протокол, ориентированный на обеспечение скоростного обмена данными между:
  - системами автоматизации (ведущими DP-устройствами),
  - устройствами распределённого ввода-вывода (ведомыми DP-устройствами).

Протокол характеризуется минимальным временем реакции и высокой стойкостью к воздействию внешних электромагнитных полей. Оптимизирован для высокоскоростных и недорогих систем. Эта версия сети была спроектирована специально для связи между автоматизированными системами управления и распределенной периферией. Электрически близка к RS-485, но сетевые карты используют двухпортовую рефлективную память, что позволяет устройствам обмениваться данными без загрузки процессора контроллера.
- Profibus PA (англ. Process Automation — автоматизация процесса) — протокол обмена данными с оборудованием полевого уровня, расположенным в обычных или Ex-зонах (взрывоопасных зонах). Протокол отвечает требованиям международного стандарта IEC 61158-2. Позволяет подключать датчики и приводы на одну линейную шину или кольцевую шину.
- Profibus FMS (англ. Fieldbus Message Specification — спецификация сообщений полевого уровня) — универсальный протокол для решения задач по обмену данными между интеллектуальными сетевыми устройствами (контроллерами, компьютерами/программаторами, системами человеко-машинного интерфейса) на полевом уровне. Некоторый аналог промышленного Ethernet, обычно используется для высокоскоростной связи между контроллерами и компьютерами верхнего уровня и используемыми диспетчерами. Скорость до 12 Мбит/с.

Все протоколы используют одинаковые технологии передачи данных и общий метод доступа к шине, поэтому они могут функционировать на одной шине. Дополнительно к перечисленным протоколам, поддерживаются следующие возможности обмена данными:
- Службы FDL (англ. Field Data Link — канал полевых данных) позволяют быстро установить соединение с любым устройством, поддерживающим FDL.
- Функции S7 позволяют оптимизировать соединение с устройствами семейства Simatic S7.

## Прочие промышленные шины
- IO-link — промышленный интерфейс типа точка-точка для связи с дискретными устройствами, разработанный PROFIBUS User Organisation.
- PROFInet
- CAN
- DeviceNet
- AS-Interface
- Промышленный Ethernet
- Foundation fieldbus
- InterBus
- GENIbus

Реализация подключения узла Siemens PROFIBUS к ПЛК Allen-Bradley ControlLogix, использующему EtherNet/IP в качестве протокола связи, приведена в документе Item-Number 32989175, выпущенном департаментом A&D Safety Integrated фирмы Siemens, под названием «Allen-Bradley EtherNet/IP to PROFIBUS Communications». Такая интеграция стала возможной благодаря использованию шлюза EtherNet/IP to PROFIBUS фирмы ProSoft Technology, Inc. которая расположена в Бейкерсфилде, Калифорния, США.